# Димо Хаджидимов
Димитър (Димо) Хаджидимов Хаджииванов (изписване до 1945 година: Димо хаджи Димовъ) с псевдоними Силует, Авиценус, Илинденец, Хаджията е български революционер и политически деец; журналист, активист на Вътрешната македоно-одринска революционна организация, Народната федеративна партия (българска секция) и Българската комунистическа партия.

## Биография
Димо Хаджидимов е роден на 19 февруари 1875 година в Горно Броди, тогава в Османската империя (днес Ано Вронду, Гърция). Баща му хаджи Димко Хаджииванов е виден деец на църковната и националната борба на българите в Сярско. Подгонен от гъркоманите през лятото на 1880 година той се установява в Дупница, заедно с цялото си семейство. Брат му свещеник Иван Хаджидимов е баща на лечителя Петър Димков.
В Дупница Димо Хаджидимов завършва основно училище, а от 1891 до юни 1894 година учи в педагогическата гимназия в Кюстендил, където си създава социалистически възгледи. След това е учител в Дупница, като с другите учители създава младежкото дружество „Знание“. През 1895 година става член и на комитета „Единство“, а след проведените Първи македонски конгрес в София Никола Малешевски привлича Димо Хаджидимов за каузата на ВМОРО, редактор е и на вестник „Революция“.
Димо Хаджидимов заедно с Васил Главинов, Велко Марков, Никола Карев, Никола Русински са проводниците на социалистическите идеи в организацията. Като той лично дава насоката за бъдещото развитие на Яне Сандански, с когото вече са големи приятели и съмишленици. Хаджидимов се присъединява и към създадената от Васил Главинов Македоно-одринска социалдемократическа група. Подпомага и каналите за пренос на оръжие в Македония. По това време сръбски националистически кръгове изявяват желание Цариградската патриаршия на мястото на починалия скопски митрополит Методий да назначи сърбина Фирмилиан. Димо Хаджидимов пише остра статия „Шумът около Фирмилияна“, в която се казва:
| „ | Нима сръбското правителство вярва, че един Фирмилиян ще може в 5 или 10 години да вдигне в страст сръбския национален дух у скопските българи? | “ |

От 10 януари 1897 г. Димо Хаджидимов е подпредседател на дружество „Единство“, после го обединява с учителското дружество „Христаки Павлович“ и женското дружество „Надежда“, които имат сходни идеи до тази на „Единство“. Дейността им е активна като изнасят пиеси, събират помощи за бежанците от Македония, насрочват митинг, който бива забранен от полицията, изказват съболезнование по повод убийството на члена на Върховния комитет писателя Алеко Константинов. Реагират остро и на турските зверства вследствие разкритията на Винишката афера. Димо Хаджидимов, дейно занимаващ се със социалните проблеми на учителите в Дупница и свободата на българите в Македония, е уволнен от учителския си пост през декември 1899 година, след това следва право в Софийския университет, от който по-късно същата година е изключен заради социалистическите си идеи. Повторно при завръщането си в Дупница участва в ръководството на патриотичните дружества, съвместно с Яне Сандански. Във връзка с убийството на българската учителка Екатерина Симидчиева от Куманово из цялата страна се провеждат протести и панихиди. На 19 октомври 1899 година такъв акт се устройва и в Дупница. Учителства за кратко в Лом през 1900 година, където издава „Македонското освободително дело“, в което се чете:
| „ | ...Ще подеме, както и е подело вече, смело борбата за постижение на българския народ, каквито и колкото и да са те. То е прегърнало за сега и каузата на робите в неосвободената част на отечеството ни, което е един външен идеал за нашето Княжество. Македония!... нека го кажем в общи думи, въстанието в Македония, ще предизвика терор и кланета на жени, деца, старци, а понеже те ще са българи, сърби и др., но преимуществено българи, българското правителство, което и каквото да е то, ще се застъпи за тях и ако стане нужда ще скъса дипломатическите отношения — ще обяви война. | “ |

Уволнен само след 5 месеца служба, и повторно заживява в Дупница при родителите си, а после и в София. Във връзка с честването на 25-годишнината от гибелта на Христо Ботев през 1901 година специално учреденият комитет в Дупница с представители от всички дружества се обръща към него да изнесе реч.
През лятото на 1901 година Димо Хаджидимов прави равносметка на революционното дело от Берлинския конгрес до началото на новия век – вече компрометиралия се върховен комитет губи позициите си, има брожения за отстраняването на социалистите от революционното дело. След разделението между вътрешната организация и върховния комитет Димо Хаджидимов застава на страната на ВМОРО и нейната идея за автономия на Македония и Одринско. Той споделя вижданията на Гьорче Петров, че с върховистите изобщо не трябва да се преговаря, като се противопоставя и на новопристигналите в София д-р Христо Татарчев и Христо Матов.
През януари 1903 година заминава за Македония с четата на Борис Сарафов, която по-късно се съединява с тази на Кръстьо Асенов. След няколко месеца, на 3 май пристига в село Баница за среща с Гоце Делчев. От същата вечер Хаджидимов преразказва Делчевите думи на поета му на Пейо Яворов:
| „ | Гоце разказваше на другарите си по-раншни свои сънища, които съвпадаха с избиването на близки нему хора и думаше: „С нашия живот, какъвто е, станах вече фаталист. Нощеска сънувах, че турци ме удариха в сърцето. Щипската чета е разбита в Каринци, Милан, брат ми, е в тази чета и сигурно е убит“... Сънят пророчествуваше неговия гроб. | “ |

След предателство, по думите на Димо Хаджидимов, на следващия ден четниците са обградени в селото, а Гоце Делчев и неколцина четница са убити. Хаджидимов заедно с Ангел Дончев от Кула, Михаил Чаков, Коце Мутафчиев и още двама други четници продължава сражението до падането на вечерта, когато се измъкват от обкръжението. В Серския революционен район остава заедно с Яне Сандански.
След Илинденско-Преображенското въстание, заедно с Яне Сандански и Гьорче Петров, Димо Хаджидимов става представител на левицата във ВМОРО. Участва дейно в създаването и списването на вестник „Революционен лист“, след Младотурската революция през 1908 година участва в създаването на Народната федеративна партия (българска секция) и редактира „Конституционна заря“. В Солун остава до януари 1909 година, след това се връща в България и работи в Министерство на земеделието.
В Балканската война Димо Хаджидимов е подофицер в 14-и пехотен македонски полк на Седма пехотна рилска дивизия. По време на Междусъюзническата война е пленен в Солун и гръцките власти го заточват на остров Трикери, където заболява от жълтеница. По-късно е освободен и се завръща в България. По време на Първата световна война поради влошеното си здраве служи като тиловак, като междувременно разпространява антивоенни идеи.
След края на Първата световна война засилва социалистическата си и автономистката си дейност, но без особен успех. В края на 1919 година участва в създаването на Временно представителство на бившата ВМОРО, редактира органа му „Бюлетин“ и издава брошурата „Назад към автономията“, в която се казва:
| „ | ...Тази идея все пак си остана само идея българска, докато най-послѣ изчезна и като българска. Нито гърцитѣ, нито турцитѣ, нито друга нѣкоя националность въ Македония възприеха тоя лозунгъ. Нѣщо повече: обявиха се противъ него, противъ автономната идея... Защото автономната идея у българитѣ доби по-широкъ полетъ успоредно съ създаването на Вѫтрѣшната македонска революционна организация, която, българска по съставъ, се прояви като организация доволно рѣшителна и съ внушителна боева мощь и сила на съпротивление. Водителството на македонскитѣ гърци не можеше да се нареди подъ знамето на една такава организация, която въ никой случай не би станала орѫдие на елинизма като националенъ идеалъ... Въ лицето на България гръцкото кралство и агентитѣ му въ Македония виждаха единъ факторъ по-силенъ и съ по-високъ воененъ престижъ, а това налагаше едно отрицателно отношение къмъ вѫтрѣшното българско движение... | “ |

След това се присъединява към Българската комунистическа партия. Става секретар на Централната емигрантска комисия и уредник на „Освобождение“. През 1921 година БКП решава да създаде Емигрантски комунистически съюз, в който Димо Хаджидимов продължава да играе главна роля. Открито подкрепя политиката на СССР и комунистическата ѝ идеология. След Септемврийското въстание от 1923 година остава един от малкото активни дейци на БКП в България, като е избран в Контролната комисия на партията. Става и депутат в българското Народно събрание. През май 1924 година влиза и в ЦК на партията. След убийството на Тодор Александров Иван Михайлов поема инициативата да отстрани от организацията всички с леви разбирания и организира акция за отмъщение. Димо Хаджидимов не присъства на срещата от 12 септември 1924 година в Горна Джумая, на която са елиминирани повечето противници на десните идеи във ВМРО. На следващия ден 13 септември е убит в София от Владо Черноземски. Димо Хаджидимов е погребан без религиозни обреди, в централните софийски гробища до секретаря на ЦК на БКП Тодор Петров (1878 – 1924).
Съпругата на Хаджидимов Александра Хаджидимова е учителка, синът им Иван Хаджидимов (1915 – 1938) е литературен критик, а дъщеря им Дафина Хаджидимова – лекар и професор по микробиология.
- Книги на Димо Хаджидимов
- Димовъ, Д. Х. Македонското освободително дѣло. Сказка четена прѣдъ публично събрание в гр. Ломъ.   Ломъ, Печатница на А. Н. Димитровъ, 1900.
- Димовъ, Д. Х. Политиката и тактиката на Българския учителски съюзъ. Рефератъ, четенъ въ VIII редовенъ учителски конгресъ.   Кюстендилъ, Печатница „Изгѣрвъ“, 1902.
- Назадъ къмъ автономията. Декларация по разрѣшението на македонския въпросъ.   1919.
- Димов, Димо х. Работническо-селско правителство и борбата за национална независимост.   София, Бѫлгарска комунистическа партия (тесни социалисти), 1923.

## Родословие
|                               |                               |                               |                               |                               |                               |  |  |                      |                      |                      |                      |                      |                      |                  |                  |                                       |                                       |                                       |                                       |                                       |                                       |                                  |                                  |                                      |                                      |                                      |                                      |                                      |                                      |                               |                               |                                     |                                     |                                     |                                     |                                     |                                     |                            |                            |                            |                            |                   |                   |                   |                   |  |  |                           |                           |                           |                           |                           |                           |                  |                  |                             |                             |                             |                             |                             |                             |             |             |                          |                          |                          |                          |                          |                          |  |  |                          |                          |                          |                          |                          |                          |  |  |                          |                          |                          |                          |                          |                          |
|                               |                               |                               |                               |                               |                               |  |  |                      |                      |                      |                      |                      |                      |                  |                  |                                       |                                       |                                       |                                       |                                       |                                       |                                  |                                  |                                      |                                      |                                      |                                      |                                      |                                      |                               |                               |                                     |                                     |                                     |                                     |                                     |                                     |                            |                            |                            |                            |                   |                   |                   |                   |  |  |                           |                           |                           |                           |                           |                           |                  |                  |                             |                             |                             |                             |                             |                             |             |             |                          |                          |                          |                          |                          |                          |  |  |                          |                          |                          |                          |                          |                          |  |  |                          |                          |                          |                          |                          |                          |
|                               |                               |                               |                               |                               |                               |  |  |                      |                      |                      |                      |                      |                      |                  |                  | Иван Халембаков                       | Иван Халембаков                       | Иван Халембаков                       | Иван Халембаков                       | Иван Халембаков                       | Иван Халембаков                       |                                  |                                  |                                      |                                      |                                      |                                      |                                      |                                      |                               |                               |                                     |                                     |                                     |                                     |                                     |                                     |                            |                            |                            |                            |                   |                   |                   |                   |  |  |                           |                           |                           |                           | Стоян Халембаков          | Стоян Халембаков          | Стоян Халембаков | Стоян Халембаков | Стоян Халембаков            | Стоян Халембаков            |                             |                             |                             |                             |             |             |                          |                          |                          |                          |                          |                          |  |  |                          |                          |                          |                          |                          |                          |  |  |                          |                          |                          |                          |                          |                          |
|                               |                               |                               |                               |                               |                               |  |  |                      |                      |                      |                      |                      |                      |                  |                  | Иван Халембаков                       | Иван Халембаков                       | Иван Халембаков                       | Иван Халембаков                       | Иван Халембаков                       | Иван Халембаков                       |                                  |                                  |                                      |                                      |                                      |                                      |                                      |                                      |                               |                               |                                     |                                     |                                     |                                     |                                     |                                     |                            |                            |                            |                            |                   |                   |                   |                   |  |  |                           |                           |                           |                           | Стоян Халембаков          | Стоян Халембаков          | Стоян Халембаков | Стоян Халембаков | Стоян Халембаков            | Стоян Халембаков            |                             |                             |                             |                             |             |             |                          |                          |                          |                          |                          |                          |  |  |                          |                          |                          |                          |                          |                          |  |  |                          |                          |                          |                          |                          |                          |
|                               |                               |                               |                               |                               |                               |  |  |                      |                      |                      |                      |                      |                      |                  |                  | Димко Хаджииванов (около 1813 – 1906) | Димко Хаджииванов (около 1813 – 1906) | Димко Хаджииванов (около 1813 – 1906) | Димко Хаджииванов (около 1813 – 1906) | Димко Хаджииванов (около 1813 – 1906) | Димко Хаджииванов (около 1813 – 1906) |                                  |                                  |                                      |                                      |                                      |                                      |                                      |                                      |                               |                               |                                     |                                     |                                     |                                     |                                     |                                     |                            |                            |                            |                            |                   |                   |                   |                   |  |  |                           |                           |                           |                           | Димко Халембаков          | Димко Халембаков          | Димко Халембаков | Димко Халембаков | Димко Халембаков            | Димко Халембаков            |                             |                             | Кипра Зуева                 | Кипра Зуева                 | Кипра Зуева | Кипра Зуева | Кипра Зуева              | Кипра Зуева              |                          |                          |                          |                          |  |  |                          |                          |                          |                          |                          |                          |  |  |                          |                          |                          |                          |                          |                          |
|                               |                               |                               |                               |                               |                               |  |  |                      |                      |                      |                      |                      |                      |                  |                  | Димко Хаджииванов (около 1813 – 1906) | Димко Хаджииванов (около 1813 – 1906) | Димко Хаджииванов (около 1813 – 1906) | Димко Хаджииванов (около 1813 – 1906) | Димко Хаджииванов (около 1813 – 1906) | Димко Хаджииванов (около 1813 – 1906) |                                  |                                  |                                      |                                      |                                      |                                      |                                      |                                      |                               |                               |                                     |                                     |                                     |                                     |                                     |                                     |                            |                            |                            |                            |                   |                   |                   |                   |  |  |                           |                           |                           |                           | Димко Халембаков          | Димко Халембаков          | Димко Халембаков | Димко Халембаков | Димко Халембаков            | Димко Халембаков            |                             |                             | Кипра Зуева                 | Кипра Зуева                 | Кипра Зуева | Кипра Зуева | Кипра Зуева              | Кипра Зуева              |                          |                          |                          |                          |  |  |                          |                          |                          |                          |                          |                          |  |  |                          |                          |                          |                          |                          |                          |
|                               |                               |                               |                               |                               |                               |  |  |                      |                      |                      |                      |                      |                      |                  |                  |                                       |                                       |                                       |                                       |                                       |                                       |                                  |                                  |                                      |                                      |                                      |                                      |                                      |                                      |                               |                               |                                     |                                     |                                     |                                     |                                     |                                     |                            |                            |                            |                            |                   |                   |                   |                   |  |  |                           |                           |                           |                           |                           |                           |                  |                  |                             |                             |                             |                             |                             |                             |             |             |                          |                          |                          |                          |                          |                          |  |  |                          |                          |                          |                          |                          |                          |  |  |                          |                          |                          |                          |                          |                          |
|                               |                               |                               |                               |                               |                               |  |  |                      |                      |                      |                      |                      |                      |                  |                  |                                       |                                       |                                       |                                       |                                       |                                       |                                  |                                  |                                      |                                      |                                      |                                      |                                      |                                      |                               |                               |                                     |                                     |                                     |                                     |                                     |                                     |                            |                            |                            |                            |                   |                   |                   |                   |  |  |                           |                           |                           |                           |                           |                           |                  |                  |                             |                             |                             |                             |                             |                             |             |             |                          |                          |                          |                          |                          |                          |  |  |                          |                          |                          |                          |                          |                          |  |  |                          |                          |                          |                          |                          |                          |
| Георги Зимбилев (1847 – 1883) | Георги Зимбилев (1847 – 1883) | Георги Зимбилев (1847 – 1883) | Георги Зимбилев (1847 – 1883) | Георги Зимбилев (1847 – 1883) | Георги Зимбилев (1847 – 1883) |  |  | Катерина Хаджидимова | Катерина Хаджидимова | Катерина Хаджидимова | Катерина Хаджидимова | Катерина Хаджидимова | Катерина Хаджидимова |                  |                  | Димо Хаджидимов (1875 – 1924)         | Димо Хаджидимов (1875 – 1924)         | Димо Хаджидимов (1875 – 1924)         | Димо Хаджидимов (1875 – 1924)         | Димо Хаджидимов (1875 – 1924)         | Димо Хаджидимов (1875 – 1924)         |                                  |                                  | Александра Ставракиева (1882 – 1957) | Александра Ставракиева (1882 – 1957) | Александра Ставракиева (1882 – 1957) | Александра Ставракиева (1882 – 1957) | Александра Ставракиева (1882 – 1957) | Александра Ставракиева (1882 – 1957) |                               |                               | Иван Хаджидимов (около 1840 – 1940) | Иван Хаджидимов (около 1840 – 1940) | Иван Хаджидимов (около 1840 – 1940) | Иван Хаджидимов (около 1840 – 1940) | Иван Хаджидимов (около 1840 – 1940) | Иван Хаджидимов (около 1840 – 1940) |                            |                            | Екатерина Димкова          | Екатерина Димкова          | Екатерина Димкова | Екатерина Димкова | Екатерина Димкова | Екатерина Димкова |  |  | Димитър Димков (1853 – ?) | Димитър Димков (1853 – ?) | Димитър Димков (1853 – ?) | Димитър Димков (1853 – ?) | Димитър Димков (1853 – ?) | Димитър Димков (1853 – ?) |                  |                  | Никола Димков (1859 – 1937) | Никола Димков (1859 – 1937) | Никола Димков (1859 – 1937) | Никола Димков (1859 – 1937) | Никола Димков (1859 – 1937) | Никола Димков (1859 – 1937) |             |             | Георги Димков (1853 – ?) | Георги Димков (1853 – ?) | Георги Димков (1853 – ?) | Георги Димков (1853 – ?) | Георги Димков (1853 – ?) | Георги Димков (1853 – ?) |  |  | Атанас Димков (1865 – ?) | Атанас Димков (1865 – ?) | Атанас Димков (1865 – ?) | Атанас Димков (1865 – ?) | Атанас Димков (1865 – ?) | Атанас Димков (1865 – ?) |  |  | Христо Димков (1875 – ?) | Христо Димков (1875 – ?) | Христо Димков (1875 – ?) | Христо Димков (1875 – ?) | Христо Димков (1875 – ?) | Христо Димков (1875 – ?) |
| Георги Зимбилев (1847 – 1883) | Георги Зимбилев (1847 – 1883) | Георги Зимбилев (1847 – 1883) | Георги Зимбилев (1847 – 1883) | Георги Зимбилев (1847 – 1883) | Георги Зимбилев (1847 – 1883) |  |  | Катерина Хаджидимова | Катерина Хаджидимова | Катерина Хаджидимова | Катерина Хаджидимова | Катерина Хаджидимова | Катерина Хаджидимова |                  |                  | Димо Хаджидимов (1875 – 1924)         | Димо Хаджидимов (1875 – 1924)         | Димо Хаджидимов (1875 – 1924)         | Димо Хаджидимов (1875 – 1924)         | Димо Хаджидимов (1875 – 1924)         | Димо Хаджидимов (1875 – 1924)         |                                  |                                  | Александра Ставракиева (1882 – 1957) | Александра Ставракиева (1882 – 1957) | Александра Ставракиева (1882 – 1957) | Александра Ставракиева (1882 – 1957) | Александра Ставракиева (1882 – 1957) | Александра Ставракиева (1882 – 1957) |                               |                               | Иван Хаджидимов (около 1840 – 1940) | Иван Хаджидимов (около 1840 – 1940) | Иван Хаджидимов (около 1840 – 1940) | Иван Хаджидимов (около 1840 – 1940) | Иван Хаджидимов (около 1840 – 1940) | Иван Хаджидимов (около 1840 – 1940) |                            |                            | Екатерина Димкова          | Екатерина Димкова          | Екатерина Димкова | Екатерина Димкова | Екатерина Димкова | Екатерина Димкова |  |  | Димитър Димков (1853 – ?) | Димитър Димков (1853 – ?) | Димитър Димков (1853 – ?) | Димитър Димков (1853 – ?) | Димитър Димков (1853 – ?) | Димитър Димков (1853 – ?) |                  |                  | Никола Димков (1859 – 1937) | Никола Димков (1859 – 1937) | Никола Димков (1859 – 1937) | Никола Димков (1859 – 1937) | Никола Димков (1859 – 1937) | Никола Димков (1859 – 1937) |             |             | Георги Димков (1853 – ?) | Георги Димков (1853 – ?) | Георги Димков (1853 – ?) | Георги Димков (1853 – ?) | Георги Димков (1853 – ?) | Георги Димков (1853 – ?) |  |  | Атанас Димков (1865 – ?) | Атанас Димков (1865 – ?) | Атанас Димков (1865 – ?) | Атанас Димков (1865 – ?) | Атанас Димков (1865 – ?) | Атанас Димков (1865 – ?) |  |  | Христо Димков (1875 – ?) | Христо Димков (1875 – ?) | Христо Димков (1875 – ?) | Христо Димков (1875 – ?) | Христо Димков (1875 – ?) | Христо Димков (1875 – ?) |
|                               |                               |                               |                               |                               |                               |  |  |                      |                      |                      |                      |                      |                      |                  |                  |                                       |                                       |                                       |                                       |                                       |                                       |                                  |                                  |                                      |                                      |                                      |                                      |                                      |                                      |                               |                               |                                     |                                     |                                     |                                     |                                     |                                     |                            |                            |                            |                            |                   |                   |                   |                   |  |  |                           |                           |                           |                           |                           |                           |                  |                  |                             |                             |                             |                             |                             |                             |             |             |                          |                          |                          |                          |                          |                          |  |  |                          |                          |                          |                          |                          |                          |  |  |                          |                          |                          |                          |                          |                          |
|                               |                               |                               |                               |                               |                               |  |  |                      |                      |                      |                      |                      |                      |                  |                  |                                       |                                       |                                       |                                       |                                       |                                       |                                  |                                  |                                      |                                      |                                      |                                      |                                      |                                      |                               |                               |                                     |                                     |                                     |                                     |                                     |                                     |                            |                            |                            |                            |                   |                   |                   |                   |  |  |                           |                           |                           |                           |                           |                           |                  |                  |                             |                             |                             |                             |                             |                             |             |             |                          |                          |                          |                          |                          |                          |  |  |                          |                          |                          |                          |                          |                          |  |  |                          |                          |                          |                          |                          |                          |
|                               |                               |                               |                               |                               |                               |  |  |                      |                      |                      |                      | Катя Хаджидимова     | Катя Хаджидимова     | Катя Хаджидимова | Катя Хаджидимова | Катя Хаджидимова                      | Катя Хаджидимова                      |                                       |                                       | Дафина Хаджидимова (1906 – 1984)      | Дафина Хаджидимова (1906 – 1984)      | Дафина Хаджидимова (1906 – 1984) | Дафина Хаджидимова (1906 – 1984) | Дафина Хаджидимова (1906 – 1984)     | Дафина Хаджидимова (1906 – 1984)     |                                      |                                      | Иван Хаджидимов (1915 – 1938)        | Иван Хаджидимов (1915 – 1938)        | Иван Хаджидимов (1915 – 1938) | Иван Хаджидимов (1915 – 1938) | Иван Хаджидимов (1915 – 1938)       | Иван Хаджидимов (1915 – 1938)       |                                     |                                     | Петър Димков (1886 – 1981)          | Петър Димков (1886 – 1981)          | Петър Димков (1886 – 1981) | Петър Димков (1886 – 1981) | Петър Димков (1886 – 1981) | Петър Димков (1886 – 1981) |                   |                   |                   |                   |  |  |                           |                           |                           |                           |                           |                           |                  |                  |                             |                             |                             |                             |                             |                             |             |             |                          |                          |                          |                          |                          |                          |  |  |                          |                          |                          |                          |                          |                          |  |  |                          |                          |                          |                          |                          |                          |